# Estación de Etoy
La estación de Etoy es la principal estación ferroviaria de la comuna suiza de Etoy, en el cantón de Vaud.

## Situación
Se encuentra ubicada en el borde sureste de la comuna, en las afueras del sur del núcleo urbano de Etoy, algo alejada del mismo. Cuenta con dos andenes laterales a los que acceden dos vías pasantes.
En términos ferroviarios, la estación se sitúa en la línea Ginebra - Lausana. Sus dependencias ferroviarias colaterales son la estación de Allaman hacia Ginebra y la estación de Saint-Prex en dirección Lausana.

## Servicios ferroviarios
Los servicios ferroviarios de esta estación están prestados por SBB-CFF-FFS.

### RER Vaud
La estación forma parte de la red de trenes de cercanías RER Vaud, que se caracteriza por trenes de alta frecuencia que conectan las principales ciudades y comunas del cantón de Vaud. Por ella pasan dos líneas de la red:
- S 3 Allaman - Morges - Lausana - Vevey - Montreux - Villeneuve.
- S 4 Allaman - Morges - Lausana - Puidoux-Chexbres - Palézieux.